# Detik.com

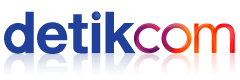
Detik.com

Detik.com è un sito web di notizie indonesiano.  È stato fondato nel 1998 ed è uno dei portali di notizie più visitati del paese. È uno dei servizi del gruppo mediatico Trans Media.
Il portale web è stato creato nel 1998. Ciò è accaduto dopo la chiusura del tabloid Detik nel 1995 durante il regno del generale Suharto.
Secondo la classifica di Alexa Internet, è il settimo sito web più visitato in Indonesia e il portale è al 117º posto nella classifica globale dei siti Web più visti (ad agosto 2021).